# Blacksad: Under the Skin
Blacksad: Under The Skin är ett datorspel utvecklad av Pendulo Studios och utgiven av Microids. Spelet släpptes 2019 till Microsoft Windows, Playstation 4, Xbox One och Nintendo Switch. Den är baserad på tecknade serien Blacksad av Juan Díaz Canales and Juanjo Guarnido.

## Handling och spelupplägg
Blacksad: Under the Skin är ett äventyrspel där spelaren styr huvudpersonen John Blacksad som får i uppgift av Sonia Dunn att lösa mordet på sin far som var ägare till en boxningsklubb som hittades död. I spelet undersöker spelaren platser för ledtrådar och ställer frågor till olika figurer, spelets upplägg påminner om L.A. Noire och spel utvecklade av Telltale Games. Spelet innehåller 30 olika figurer och 5 figurer från seriealbumen: John Blacksad, kommissarie Sminrov, Weekly, Jake Ostiombe och Paulie. Spelet innehåller sex alternativa slut. Spelet har även quick-time event.

## Produktion
Spelet är utvecklad av spanska spelstudion Pendulo Studios som tidigare utvecklade bland annat Runaway: A Road Adventure och Hollywood Monsters. YS Interactive var också med som stödutvecklare. Blacksads skapare Juan Díaz Canales och Juanjo Guarnido var också involverad i produktionen av spelet. Canales föreslog att Blacksad skulle ha en djup röst eftersom figuren röker mycket. Dem anlitade Barry Johnson för den engelskspråkiga versionen som tidigare gav röst i datorspelet Detroit: Become Human, för den spanskspråkiga versionen anlitade dem Gabriel Jiménez som dubbar Hugh Jackman i spanskspråkiga dubbningar av filmer.

## Mottagande
Blacksad: Under the Skin mottogs av blandade recensioner från spelkritikerna enligt webbplatsen Metacritic. Spelet blev nominerad för "Bästa spanska utvecklare" och "Bästa spanska framförande" med Gabriel Jiménez på Titanium Awards 2019. Spelet blev nominerad till "Bästa adaption av serietidning eller serieroman" på Harvey Awards 2020.